# Tavoletta Mamari

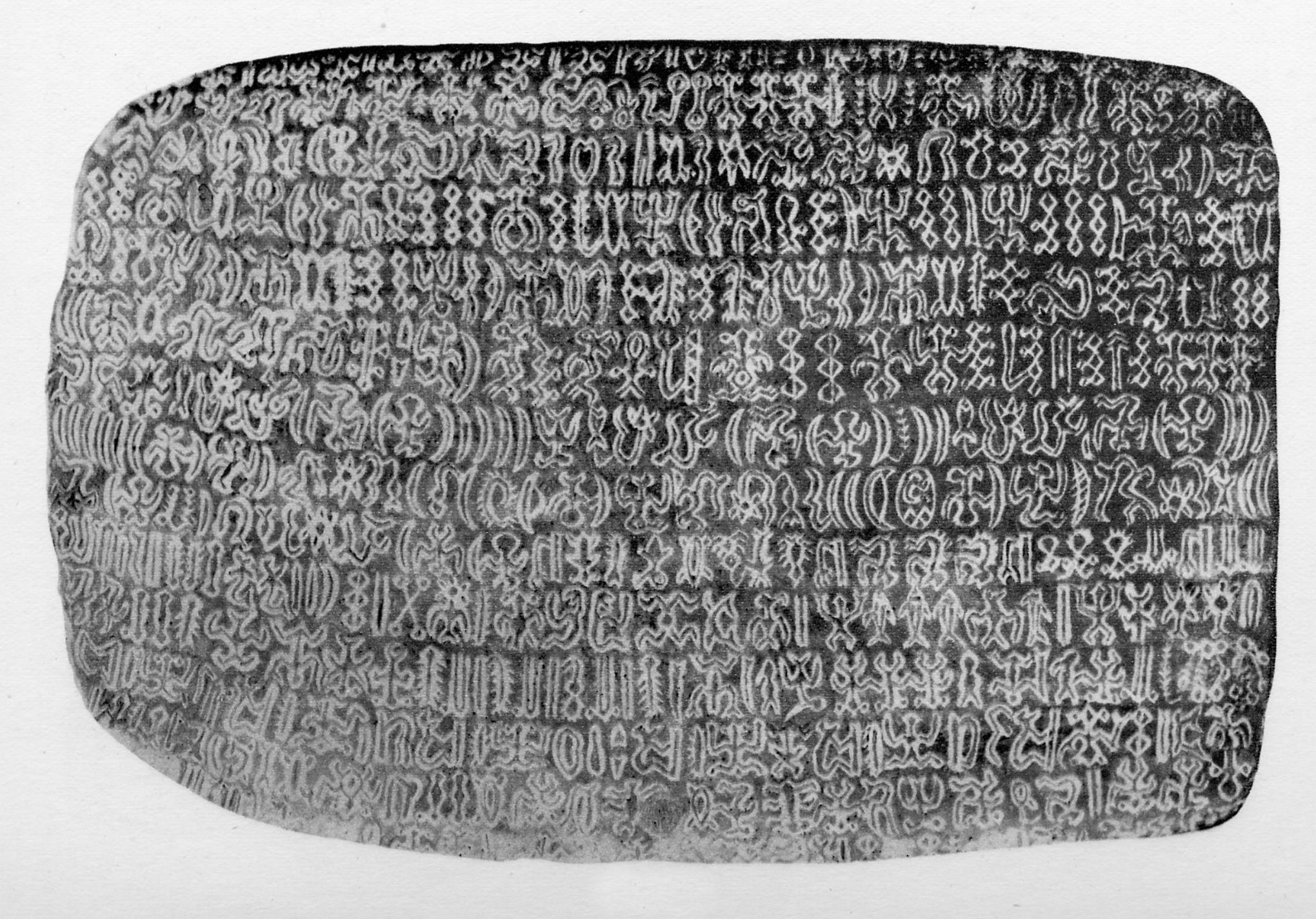
Rongorongo C-a Mamari

La tavoletta Mamari (o Rongorongo testo C) è una tavoletta contenente il calendario lunare Mamari. Essa è stata rinvenuta nell'Isola di Pasqua ed è scritta nella lingua rongorongo, che ancora oggi rimane un mistero. È l'unica tavoletta in questa lingua la cui funzione è stata certificata. Attualmente è conservata nell'archivio dei SS Cuori a Grottaferrata, nei pressi di Roma ed è in ottimo stato.
Grazie alla tavoletta Mamari, il tedesco Thomas Barthel riuscì a decifrare parzialmente alcuni simboli della misteriosa lingua rongorongo.